# NGC 4694
NGC 4694 (другие обозначения — UGC 7969, MCG 2-33-23, ZWG 71.44, VCC 2066, IRAS12457+1115, PGC 43241) — линзообразная галактика (SB0) в созвездии Дева.
Этот объект входит в число перечисленных в оригинальной редакции «Нового общего каталога».